# 永里源気
永里 源気（ながさと げんき、1985年12月16日 - ）は、神奈川県厚木市出身のサッカー選手。ポジションはフォワード（FW）、ミッドフィールダー（MF）。
サッカー選手の永里優季および永里亜紗乃は妹。

## 来歴
小学1年からサッカーを始め、中学進学後はヴェルディジュニアユースに入団。2001年より湘南ベルマーレユースに移る。2003年には神奈川県選抜として国民体育大会サッカー競技に出場。得点王と優秀選手賞を受賞し、優勝に貢献した。
2004年より湘南のトップチームに昇格。左右を問わずサイドバック、サイドミッドフィルダーとしてプレーし、2006年からは本職のFWとしても試合に出場するようになった。
自身22歳の誕生日である2007年12月16日に入籍。翌2008年に一児の父となった。
2009年、ジュニアユース時代に所属していた東京Vへ移籍。積極果敢にゴールに絡む思い切りの良いプレーを見せていたが、「家族の事を考え」1年で退団した。
2010年にはアビスパ福岡へ移籍。相手の背後を付くスピードを発揮し、第36節岐阜戦でのJ1昇格を決定付ける2得点を含め、リーグ戦で15得点を挙げた（得点ランキング4位）。
サイドでの鋭い突破力を買われ、2011年からはヴァンフォーレ甲府へ移籍。自身初となるJ1での戦いとなり、序盤は先発出場を続けていたが、7月に入ってFWパウリーニョが先発復帰したことを境に出場機会を失った。
同年8月、FC東京へ期限付き移籍。ジョーカー役としての加入だったため 出場機会は多くなかったものの、2得点を挙げた（90分間での平均得点数ではリーグ最高を記録。）。同年限りで移籍期間を満了し退団。
2012年は甲府に復帰。第39節福岡戦では決勝点を挙げ、甲府にJ2優勝の初タイトルをもたらした。
2013年よりガイナーレ鳥取に移籍。開幕直前の靭帯損傷によって、初得点は第18節横浜FC戦と出遅れたが、その後復調しチーム最多となる10得点を記録。シーズン半ばより主将を担い チームを牽引したが、J3への降格を喫した。
2014年よりタイ・プレミアリーグのラーチャブリーFCに移籍。第1節スパンブリーFC戦では移籍後初出場にして決勝点を挙げた。
2016年、ポートFCへ移籍。
2017年12月にはJリーグ合同トライアウト出場した。
2018年、東京ユナイテッドFCへ移籍。
2020年、神奈川県社会人サッカーリーグ2部のはやぶさイレブンへ移籍。同年9月には、妹の永里優季もはやぶさイレブンにレンタル移籍し、兄妹が男子チームに同時に在籍する初のケースとなった。
2021年、選手としてプレーしながら（株）Happinectを設立。2022年には厚木市に「放課後等デイサービス Athletic club ハートフル」を開設した。2023年1月28日に契約満了での退団が発表された。

## 所属クラブ
ユース経歴
- 1992年[5] - 1997年 林SC (厚木市立鳶尾小学校)[11]
- 1998年 - 2000年 ヴェルディジュニアユース (厚木市立荻野中学校)[11]
- 2001年 - 2003年 湘南ベルマーレユース (神奈川県立厚木北高等学校)[11]

プロ経歴
- 2004年 - 2008年  湘南ベルマーレ
- 2009年  東京ヴェルディ1969
- 2010年  アビスパ福岡
- 2011年 - 2012年  ヴァンフォーレ甲府
  - 2011年8月 - 同年12月  FC東京（期限付き移籍）
- 2013年  ガイナーレ鳥取
- 2014年 - 2015年  ラーチャブリーFC
- 2016年 - 2017年  ポートFC
- 2018年 - 2019年  東京ユナイテッドFC
- 2020年 - 2022年  はやぶさイレブン

## 個人成績
| 国内大会個人成績 | 国内大会個人成績 | 国内大会個人成績 | 国内大会個人成績 | 国内大会個人成績 | 国内大会個人成績 | 国内大会個人成績 | 国内大会個人成績 | 国内大会個人成績 | 国内大会個人成績 | 国内大会個人成績 | 国内大会個人成績 |
| 年度             | クラブ           | 背番号           | リーグ           | リーグ戦         | リーグ戦         | リーグ杯         | リーグ杯         | オープン杯       | オープン杯       | 期間通算         | 期間通算         |
| 年度             | クラブ           | 背番号           | リーグ           | 出場             | 得点             | 出場             | 得点             | 出場             | 得点             | 出場             | 得点             |
| 日本             | 日本             | 日本             | 日本             | リーグ戦         | リーグ戦         | リーグ杯         | リーグ杯         | 天皇杯           | 天皇杯           | 期間通算         | 期間通算         |
| ---------------- | ---------------- | ---------------- | ---------------- | ---------------- | ---------------- | ---------------- | ---------------- | ---------------- | ---------------- | ---------------- | ---------------- |
| 2004             | 湘南             | 30               | J2               | 0                | 0                | -                | -                | 0                | 0                | 0                | 0                |
| 2005             | 湘南             | 30               | J2               | 31               | 2                | -                | -                | 1                | 0                | 32               | 2                |
| 2006             | 湘南             | 14               | J2               | 26               | 3                | -                | -                | 1                | 1                | 27               | 4                |
| 2007             | 湘南             | 14               | J2               | 39               | 3                | -                | -                | 2                | 0                | 41               | 3                |
| 2008             | 湘南             | 14               | J2               | 6                | 1                | -                | -                | 0                | 0                | 6                | 1                |
| 2009             | 東京V            | 18               | J2               | 36               | 2                | -                | -                | 1                | 0                | 37               | 2                |
| 2010             | 福岡             | 14               | J2               | 35               | 15               | -                | -                | 3                | 0                | 38               | 15               |
| 2011             | 甲府             | 9                | J1               | 14               | 0                | 2                | 0                | -                | -                | 16               | 0                |
| 2011             | FC東京           | 17               | J2               | 8                | 2                | -                | -                | 0                | 0                | 8                | 2                |
| 2012             | 甲府             | 14               | J2               | 27               | 4                | -                | -                | 1                | 0                | 28               | 4                |
| 2013             | 鳥取             | 26               | J2               | 34               | 10               | -                | -                | 0                | 0                | 34               | 10               |
| タイ             | タイ             | タイ             | タイ             | リーグ戦         | リーグ戦         | リーグ杯         | リーグ杯         | FA杯             | FA杯             | 期間通算         | 期間通算         |
| 2014             | ラーチャブリー   | 14               | TPL              | 32               | 8                |                  |                  |                  |                  | 32               | 8                |
| 2015             | ラーチャブリー   | 14               | TPL              | 31               | 8                |                  |                  |                  |                  | 31               | 8                |
| 2016             | ポート           | 18               | Div1             |                  |                  |                  |                  |                  |                  | 34               | 8                |
| 2017             | ポート           | 18               | Div1             |                  |                  |                  |                  |                  |                  | 34               | 8                |
| 日本             | 日本             | 日本             | 日本             | リーグ戦         | リーグ戦         | リーグ杯         | リーグ杯         | 天皇杯           | 天皇杯           | 期間通算         | 期間通算         |
| 2018             | 東京U            | 10               | 関東1部          | 15               | 4                | -                | -                | -                | -                | 15               | 4                |
| 2019             | 東京U            | 9                | 関東1部          | 3                | 0                | -                | -                | -                | -                | 3                | 0                |
| 2020             | はやぶさ         |                  | 神奈川2部        |                  |                  | -                | -                |                  |                  |                  |                  |
| 2021             | はやぶさ         |                  | 神奈川2部        |                  |                  | -                | -                |                  |                  |                  |                  |
| 2022             | はやぶさ         |                  | 神奈川1部        |                  |                  | -                | -                |                  |                  |                  |                  |
| 通算             | 日本             | 日本             | J1               | 14               | 0                | 2                | 0                | 0                | 0                | 16               | 0                |
| 通算             | 日本             | 日本             | J2               | 242              | 42               | -                | -                | 9                | 1                | 251              | 43               |
| 通算             | 日本             | 日本             | 関東1部          | 15               | 4                | -                | -                | -                | -                | 15               | 4                |
| 通算             | 日本             | 日本             | 神奈川1部        |                  |                  | -                | -                | -                | -                |                  |                  |
| 通算             | 日本             | 日本             | 神奈川2部        |                  |                  | -                | -                | -                | -                |                  |                  |
| タイ             | タイ             | TPL              | 121              | 32               |                  |                  |                  |                  | 121              | 32               |                  |
| 総通算           | 総通算           | 総通算           | 総通算           | 334              | 62               | 2                | 0                | 9                | 1                | 345              | 63               |

その他の公式戦
- 2013年
  - J2・JFL入れ替え戦 2試合0得点

出場歴
- 2005年3月12日：J2初出場 - J2第2節 vs徳島ヴォルティス (鳴門)[3]
- 2005年5月04日：J2初得点 - J2第10節 vsザスパ草津 (平塚)[3]
- 2008年9月11日：J2・100試合出場 - J2第19節 vsザスパ草津 (平塚)
- 2011年3月05日：J1初出場 - J1第1節 vsジュビロ磐田 (中銀スタ)
- 2012年8月12日：J2・200試合出場 - J2第28節 vs水戸ホーリーホック (中銀スタ)
- 2014年2月22日：タイ・プレミアリーグ初出場/初得点 - 第1節 vsスパンブリーFC (Suphanburi Municipality Stadium)

## タイトル
- Jリーグ ディビジョン2 (2011年、2012年)
- 天皇杯全日本サッカー選手権大会 (2011年)